# Fórmula 3 Mexicana
La Fórmula 3 Mexicana fue una competición de Fórmula 3 organizada por la Federación de Automovilismo Deportivo de México. Se disputó entre el año 1990 y el año 2001. Se utilizaron las principales pistas del país mexicano. En aquel momento dio paso a la Formula Renault 2.0 de México. 
Grandes figuras del automovilismo mundial como Adrián Fernández y Derek Higgins disputaron esta Serie.

## Monoplazas
El monoplaza era un Reynard Air Desing BBT-001 que fue fabricado en Inglaterra y rediseñado en México, el motor era un Nissan 2.4 16, que tenía una velocidad entre 275 KPH y 7200 RPM, el automóvil fue construido con fibra de carbono.

## Campeones
Los campeones del campeonato fueron:
| Año  | Campeón               | Monoplaza          |
| ---- | --------------------- | ------------------ |
| 1990 | Carlos Guerrero       | Reynard-Alfa Romeo |
| 1991 | Adrián Fernández      | Reynard-Alfa Romeo |
| 1992 | César Tiberio Jiménez | Reynard-Alfa Romeo |
| 1993 | Carlos Guerrero       | Reynard-Alfa Romeo |
| 1994 | Carlos Guerrero       | Reynard-Alfa Romeo |
| 1995 | Derek Higgins         | Reynard-Alfa Romeo |
| 1996 | Rod McLeod            | Reynard-Alfa Romeo |
| 1997 | Derek Higgins         | Reynard-Alfa Romeo |
| 1998 | Carlos Perea          | Dallara-Volkswagen |
| 1999 | Eduardo Oliveira      | Dallara-Volkswagen |
| 2000 | José Antonio Jiménez  | Dallara-Volkswagen |
| 2001 | Gilberto Jiménez      | Dallara-Volkswagen |
| 2002 | Guillermo Zapata      | Dallara-Volkswagen |